# Departamento Rivas
Rivas ist ein Departamento in Nicaragua, mit der gleichnamigen Hauptstadt Rivas. Das Departamento hat rund 170.000 Einwohner (Berechnung 2006) und eine Fläche von 2.155 km².
Das Departamento Rivas ist in zehn Municipios unterteilt:
1. Altagracia
2. Belén
3. Buenos Aires
4. Cárdenas
5. Moyogalpa
6. Potosí
7. Rivas
8. San Jorge
9. San Juan del Sur
10. Tola

## Geographie
Der Bezirk liegt im Süden Nicaraguas und wird im Süden von der Grenze zu Costa Rica, im Westen vom Pazifischen Ozean und im Osten vom Nicaraguasee begrenzt. 

## Sehenswürdigkeiten
Der Verwaltungsbezirk ist vor allem durch seine Strände wie in der Bucht von San Juan del Sur am Pazifik sowie San Jorge am Nicaraguasee und die Vulkane von Ometepe, der größten Insel im Nicaraguasee, bekannt.